# 李廣伯
李廣伯（1938年—），京劇琴師、作曲家。
他是現代京劇《紅燈記》劇組樂隊的其中1位琴師，演奏乙組京胡和甲、乙組京二胡（與郭根森分任）。
他創作中國京劇院（現在中國國家京劇院）許多戲的音樂，參加現代京劇《紅燈記》的唱腔設計。
他也應邀給許多兄弟院團和海外京劇團體創腔、作曲。
在台灣的作品有《紅樓夢》（1989年）、《王子復仇記》（英國莎士比亞原著，王安祈編劇，1989年）、《問天》（中國王仁杰原著，王安祈編劇，1990年）、《瀟湘秋夜雨》（王安祈編劇，1990年）、《奥瑞斯提亞三部曲》（古希臘埃斯庫羅斯原著，1995年）等。
- 梨园百年琐记- 人物：李广伯